# Joshua West
Joshua West –conocido como Josh West– (Santa Fe Springs, 25 de marzo de 1977) es un deportista británico que compitió en remo.
Participó en dos Juegos Olímpicos de Verano, en los años 2004 y 2008, obteniendo una medalla de plata en Pekín 2008, en la prueba de ocho con timonel.
Ganó tres medallas en el Campeonato Mundial de Remo entre los años 2002 y 2007.

## Palmarés internacional
| Juegos Olímpicos   | Juegos Olímpicos  | Juegos Olímpicos  | Juegos Olímpicos   |
| Año                | Lugar             | Medalla           | Prueba             |
| ------------------ | ----------------- | ----------------- | ------------------ |
| 2008               | Pekín (China)     | Medalla de plata  | Ocho con timonel   |
| Campeonato Mundial |                   |                   |                    |
| Año                | Lugar             | Medalla           | Prueba             |
| 2002               | Sevilla (España)  | Medalla de plata  | Cuatro sin timonel |
| 2003               | Milán (Italia)    | Medalla de plata  | Cuatro sin timonel |
| 2007               | Múnich (Alemania) | Medalla de bronce | Ocho con timonel   |